# Georgios Akropolites
Georgios Akropolites (mittelgriechisch Γεώργιος Ακροπολίτης; * 1217 in Konstantinopel; † 1282 ebenda) war ein byzantinischer Diplomat, hoher Regierungsbeamter, Philosoph und Geschichtsschreiber.

## Leben
Georgios Akropolites wurde 1233 von seinem Vater, dem Logotheten Konstantin Akropolites dem Älteren, zur Ausbildung an den Hof des Kaisers Johannes III. Dukas Batatzes nach Nikäa geschickt. Akropolites wurde von Theodor Hexapterygos und Nikephoros Blemmydes unterrichtet. Er lernte 1240 Theodor, den Sohn des Kaisers kennen, dessen Erzieher er später wurde. 1246 erhielt Georgios Akropolites das Hofamt des Logothétes toû genikoû. Kaiser Theodor II. Laskaris ernannte Akropolites zum Großlogotheten (Kanzler des byzantinischen Reiches). 1256 wurde Akropolites Prätor für den Westteil des Reiches. 1257 erhielt er den Auftrag gegen Michael II. Angelos den Archon von Epirus ins Feld zu ziehen. Bei Prilep wurde er von den Soldaten Michaels eingeschlossen und verbrachte zwei Jahre in Gefangenschaft. Währenddessen starb Kaiser Theodor, Michael VIII. Palaiologos bestieg den Thron und befreite Georgios Akropolites im Herbst 1259. Akropolites war Gesandter am Hof des bulgarischen Königs Konstantin, wurde aus dem Staatsdienst entlassen und zog sich in das Privatleben zurück.
Er erlebte 1261 die Zurückeroberung Konstantinopels und den offiziellen Einzug Kaiser Michaels selbst mit. Er wurde erneut mit wichtigen Verhandlungen betraut. Kaiser Michael VIII. hatte aus Furcht vor einer erneuten lateinischen Invasion Papst Clemens IV. die Wiedervereinigung der orthodoxen und katholischen Kirchen vorgeschlagen. Verhandlungen folgten während der Herrschaft von fünf Päpsten, Clemens IV., Gregor X., Johannes XXI., Nikolaus III. und Martin IV. Das vorläufige erfolgreiche Ende der Verhandlungen wurde fast ausschließlich durch die diplomatischen Fähigkeiten des Akropolites erreicht. Er wurde 1273 erneut zu Papst Gregor X. entsandt und bestätigte 1274, auf dem Zweiten Konzil von Lyon, durch einen Eid im Namen des Kaisers, dass das Glaubensbekenntnis, das zuvor durch den Papst nach Konstantinopel geschickt worden war, von den Byzantinern angenommen wurde. Die Wiedervereinigung der beiden Kirchen hatte jedoch keinen Bestand. 
Akropolites blieb Groß-Logothet und war als Lehrer für Philosophie in Konstantinopel tätig, wo er seine Chronik verfasste. 1282 wurde er noch einmal zu Verhandlungen nach Bulgarien geschickt. Kurz nach seiner Rückkehr starb er im Laufe des Jahres 1282.

## Werke
Das Hauptwerk des Georgios Akropolites ist seine Chronikè Syngraphé, in der er die Ereignisse der Jahre 1203 bis 1261 (u. a. Wiederherstellung der byzantinischen Herrschaft in Konstantinopel 1261) beschreibt und die er höchstwahrscheinlich zwischen 1261 und 1267 verfasst hat.

## Ausgaben und Übersetzungen
- Peter Wirth (Hrsg.): Die Chronik, übers. v. W. Blum. Hiersemann, Stuttgart 1989, ISBN 978-3-7772-8928-1
- George Akropolites. The History. Übersetzt von Ruth Macrides. Oxford 2007